# Парламентские выборы на Украине (2006)
Очередные выборы в Верховную Раду состоялись 26 марта 2006 года. Избирательная кампания официально началась 7 июля 2005 года, а с 26 ноября по 31 декабря 2005 года проходило выдвижение и регистрация кандидатов в депутаты. Оглашение официальных результатов состоялось 27 апреля 2006, когда в газетах «Урядовый курьер» и «Голос Украины» были опубликованы официальные результаты выборов в Верховную раду. Согласно законодательству, результаты выборов вступают в силу только после их опубликования в официальных печатных органах Кабинета министров и Верховной рады. После оглашения ЦИК результатов голосования их публикация была временно запрещена Высшим административным судом, рассматривавшим исковые заявления политических партий и блоков, не преодолевших трёхпроцентный барьер.
Согласно официальным результатам, в Верховную раду V созыва прошли:
- Партия регионов (186 мандатов),
- Блок Юлии Тимошенко (129),
  - 120 — от партии «Батькивщина»
  - 8 — от УСДП
  - 1 — беспартийныЙ
- Народный Союз «Наша Украина» (81),
  - 39 — от Народного Союза «Наша Украина»,
  - 10 — от Народного руха Украины,
  - 3 — от «Христианско-демократического союза»,
  - 3 — от Украинской республиканской партии «Собор»
  - 3 — от Конгресса украинских националистов,
  - 7 — от Партии промышленников и предпринимателей,
  - 16 — беспартийные
- Социалистическая партия Украины (33),
- Коммунистическая партия Украины (21). Блок Наталии Витренко «Народная оппозиция» (0),

Для сравнения, в 2002 году из 33 партий и блоков в парламент прошло шесть (при 3%-ном избирательном барьере). В 1998 году из 30 партий и блоков в Верховную Раду попали восемь.
За ходом избирательного процесса следило свыше трёх с половиной тысяч международных избирателей, 600 из них — представители Организации по безопасности и сотрудничеству в Европе (ОБСЕ). Первые наблюдатели от ОБСЕ (52 человека) приехали на Украину ещё 25 января с целью организации работы тех наблюдателей, которые приезжали непосредственно на выборы. Среди них самой большой оказалась группа из России, затем шли США, Великобритания и Польша. Несмотря на некоторые сомнения (в том, что представителей от России допустят до наблюдения за выборами в западной части Украины), наблюдателей распределили равномерно.
Организация Североатлантического Договора также не осталась в стороне. На пресс-конференции в Киеве президент Парламентской ассамблеи НАТО Пьер Леллюш подтвердил, что ПА НАТО отправит своих наблюдателей на парламентские выборы на Украине. Парламентская ассамблея Совета Европы направила для наблюдения за выборами межпартийную делегацию в составе 37 человек, которую возглавила Рената Вохлвенд из Лихтенштейна, а миссию наблюдателей от Европарламента возглавил европарламентарий от Польши Марек Сивец. Министерство иностранных дел Украины также аккредитовало 274 иностранных журналиста для освещения хода выборов. Всего, по данным ЦИК Украины, на парламентских выборах работали 3 тысячи 516 наблюдателей от иностранных государств и международных организаций, 291 тысяча 223 наблюдателя от украинских политических партий и блоков и 3 тысячи 387 представителей неправительственных организаций.

## Особенности
В отличие от предыдущих парламентских выборов, в этот раз выборы проходили исключительно по партийным спискам (пропорциональная система) с 3-процентным барьером сроком на 5 лет .
Полномочия народных депутатов IV созыва истекут после того, как к присяге будут приведены кандидаты в депутаты, прошедшие по итогам выборов в парламент. Первая сессия Верховной рады V созыва должна состояться не позже чем через 30 дней после публикации официальных результатов парламентских выборов.
Исход выборов имеет большое значение для политической жизни Украины, поскольку в результате изменений в Конституцию, внесённых в ходе Оранжевой революции, с 2006 года существенная часть президентских полномочий переходит к парламенту. В частности, парламент получает право назначать премьер-министра, министров обороны и иностранных дел по представлению президента, а также по представлению премьер-министра — других членов правительства.

## Бюллетень
Центральная избирательная комиссия Украины зарегистрировала списки кандидатов в депутаты от 45 партий и блоков.
В избирательном бюллетене по каждой партии было указано её название и первые пять кандидатов в избирательном списке.
Центризбирком Украины утвердил образец бюллетеня для голосования на парламентских выборах. Перечень всех 45 партий и блоков с указанием первых пяти фамилий каждого списка напечатан на бумаге, изготовленной в Шотландии (обеспечивающей защиту от подделки). Длина бюллетеня составила свыше 80 см.

### Расстановка партий и блоков в избирательном бюллетене
В избирательном бюллетене указывались фамилии первых пяти номеров избирательного списка партии, а в агитационных плакатах (такие «плакаты по каждой партиям, принимающей участие в выборах» были вывешены на всех избирательных участках) был дан полный перечень фамилий кандидатов с указанием их года рождения, занимаемой должности, партийности, места проживания. В избирательном бюллетене партии располагались в следующем порядке (порядок был определён жребием на открытом заседании ЦВК Украины) :
1. Всеукраинская партия Народного доверия
2. Украинский народный блок Костенко и Плюща
3. Украинская национальная ассамблея
4. Политическая партия «Партия экологического спасения 'ЭКО+25 %'»
5. Украинская партия «Зелёная планета»
6. Блок НДП
7. Политическая партия Украины «Партия политики Путина»
8. Коммунистическая партия Украины
9. Партия «Вече»
10. Блок «Наша Украина»
11. Украинская консервативная партия
12. «Народный рух за единство»
13. Украинская партия чести, борьбы с коррупцией и организованной преступностью
14. Блок Юрия Кармазина
15. Всеукраинская партия «Новая сила»
16. Партия «Возрождения»
17. Избирательный блок политических партий «За союз!»
18. Партия регионов — первая пятёрка : Янукович В. Ф., Карпачёва Н. И., Скудар Г. М., Чорновил Т. В., Богуслаев В. А.[8].
19. Крестьянская партия Украины
20. Гражданский блок «Пора-ПРП»
21. Партия патриотических сил Украины
22. Избирательный блок «Евгений Марчук — Единство»
23. Партия национально-экономического развития Украины
24. Избирательный блок «Держава — Трудовой союз»
25. Блок беспартийных «Солнце»
26. Всеукраинское объединение «Свобода»
27. Социалистическая партия Украины
28. Социально-христианская партия
29. Либеральная партия Украины
30. Политическая партия «Европейская столица»
31. Партия социальной защиты
32. Блок Натальи Витренко «Народная оппозиция»
33. Политическая партия «Третья сила»
34. Партия зелёных Украины
35. Блок Лазаренко
36. Блок Юлии Тимошенко
37. Избирательный блок «Власть народа»
38. Блок «Патриоты Украины»
39. Народный блок Литвина «Мы!»
40. Избирательный блок: «Блок Бориса Олийныка и Михаила Сироты»
41. Политическая партия «Вперёд, Украина!»
42. Социально-экологическая партия «Союз. Чернобыль. Украина»
43. Партия пенсионеров Украины
44. Оппозиционный блок «Не так!»
45. Политическая партия «Трудовая Украина»

## Избирательные комиссии
Согласно закону, каждая фракция, представленная в существующей Верховной раде, имеет право на представительство в избирательных комиссиях.
Список фракций в Верховной раде 2002—2006 годов:
- Коммунистическая партия Украины,
- Социалистическая партия Украины,
- Социал-демократическая партия Украины (объединённая),
- Блок Литвина (Народная партия Украины, Народный блок Литвина),
- Блок Юлии Тимошенко (Батькивщина, Единая Украина),
- Блок Ющенко (Народный Союз «Наша Украина», Украинская республиканская партия «Собор», Партия промышленников и предпринимателей Украины),
- Партия регионов,
- Партия Трудовая Украина,
- НДП.

## Соцопросы
По опросам общественного мнения на декабрь 2005 года, в украинский парламент должны были пройти 6 партий и блоков:
- Партия регионов (лидер — Виктор Янукович) (может рассчитывать на 130—140 мест);
- Блок Юлии Тимошенко (лидер — Юлия Тимошенко) (может рассчитывать на 100—110 мест);
- Народный Союз «Наша Украина» (номинальный лидер — Юрий Ехануров) (может рассчитывать на 100 мест).
- Социалистическая партия Украины (лидер — Александр Мороз) (может рассчитывать на 40-45 мест);
- Коммунистическая партия Украины (лидер — Пётр Симоненко) (может рассчитывать на 40-45 мест);

Считалось, что в парламент также имеют шансы пройти:
- Украинская народная партия — Блок Костенко и Плюща.

Результаты Exit-polls (опросов проголосовавших непосредственно у избирательных участков):
| Национальный экзит-полл-2006 (Фонд «Демократические инициативы», Киевский международный институт социологии и Украинский центр экономических и политических исследований им. Разумкова)                                                     | Exit-poll Всеукраинской соцслужбы | Exit-poll «ФОМ-Украина» |
| Партия регионов — 33,28 % БЮТ — 22, 72 % Наша Украина — 13, 53 % СПУ — 5,37 % КПУ — 3,46 % Блок Витренко — 3,35 % Блок Литвина — 2,7 % Вече — 2,2 % Пора-ПРП — 1,34 % Блок Плюща и Костенко — 1,72 % «Не Так!» — 1,2 % Против всех — 1,16 % | Партия регионов — 27,5 % БЮТ — 21,6 % Наша Украина — 15, 6 % СПУ — 5,5 % Блок Литвина — 5,1 % КПУ — 4,7 % Блок Витренко — 3,2 % «Не Так!» — 2,8 % Пора-ПРП — 2,7 % Вече — 1,9 % Против всех — 1,72 % | Партия регионов — 31,4 % БЮТ — 22,9 % Наша Украина — 17 % СПУ — 6,9 % КПУ — 3,9 % Блок Витренко — 2,9 % Блок Литвина — 2,5 % Блок Костенко-Плюща — 1,7 % «Вече» 1,4 %, Пора-ПРП — 1,3 % «Не Так!» — 1,1 % Против всех −1,8 % |

Источник информации: Korrespondent.net Архивная копия от 29 сентября 2007 на Wayback Machine

## Результаты
Партия регионов Виктора Януковича победила во всех округах Юга и Востока Украины (и примыкающих промышленных районах центральной Украины — в городах Кременчуг и Александрия), а также победила на севере Сумской и Житомирской областей, заняла второе место во многих округах Черниговской, Полтавской и Кировоградской областей. Пропрезидентская «Наша Украина» сделала ставку на традиционно свои регионы и не сумела получить голоса за их пределами. В то же время, в Ивано-Франковске Партия регионов набрала чуть более 1 %, примерно столько же «Наша Украина» получила в Донецке.
У «оранжевого» Блока Юлии Тимошенко дела обстояли лучше — например, в Днепропетровской области Юлия Тимошенко получила около 15 % голосов, БЮТ смог занять второе место в таких «неоранжевых» областях, как Херсонская, Николаевская, Запорожская, Одесская и Харьковская. Почти во всех этих регионах результат БЮТ почти вдвое превысил процент «Нашей Украины».
Блок Юлии Тимошенко одержал победу в 12 областях и в Киеве.
Партия регионов Виктора Януковича победила в семи областях, в Крыму и в Севастополе.
«Наша Украина» — победила в Ивано-Франковской, Львовской и Закарпатской областях.
На предыдущих парламентских выборах 2002 года на востоке страны победили КПУ и тогдашняя партия власти «За единую Украину», а на западе оппозиционная «Наша Украина» Виктора Ющенко. К выборам 2006 года Партия регионов и отобрала у КПУ почти весь электорат. При этом они так и остались, в основном, партией востока, а «Наша Украина» — партией запада. Блок Юлии Тимошенко, наоборот, сумел не только отобрать территории у «Нашей Украины», но и перейти на чужую территорию.
Результаты выборов 2006 года по округам для отдельных партий и блоков:

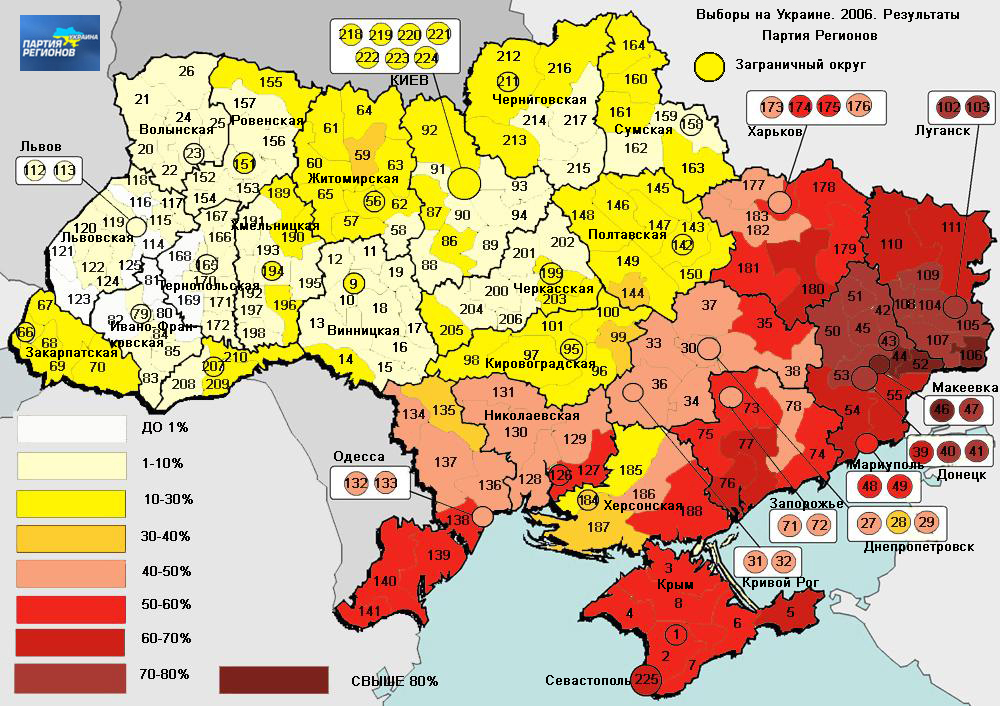
Партия регионов
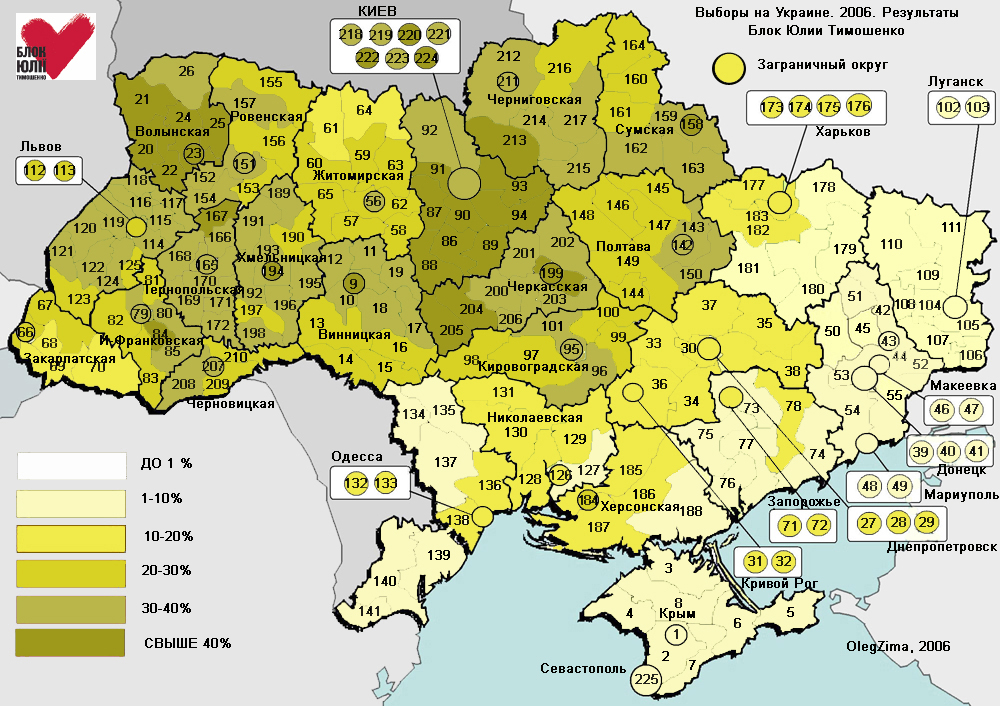
БЮТ
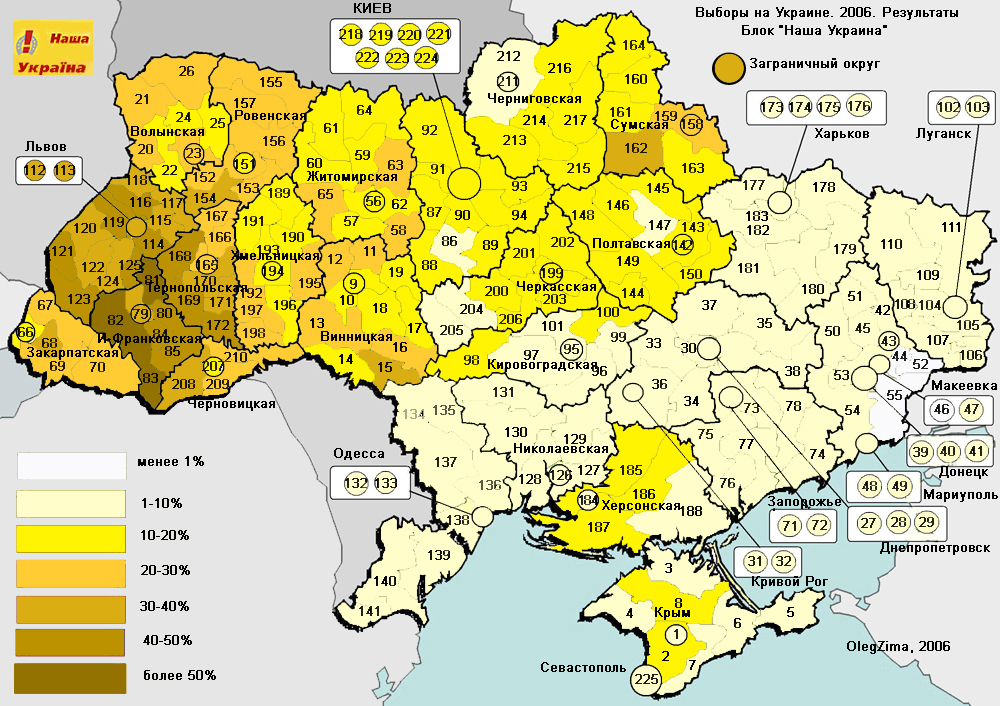
Блок «Наша Украина»
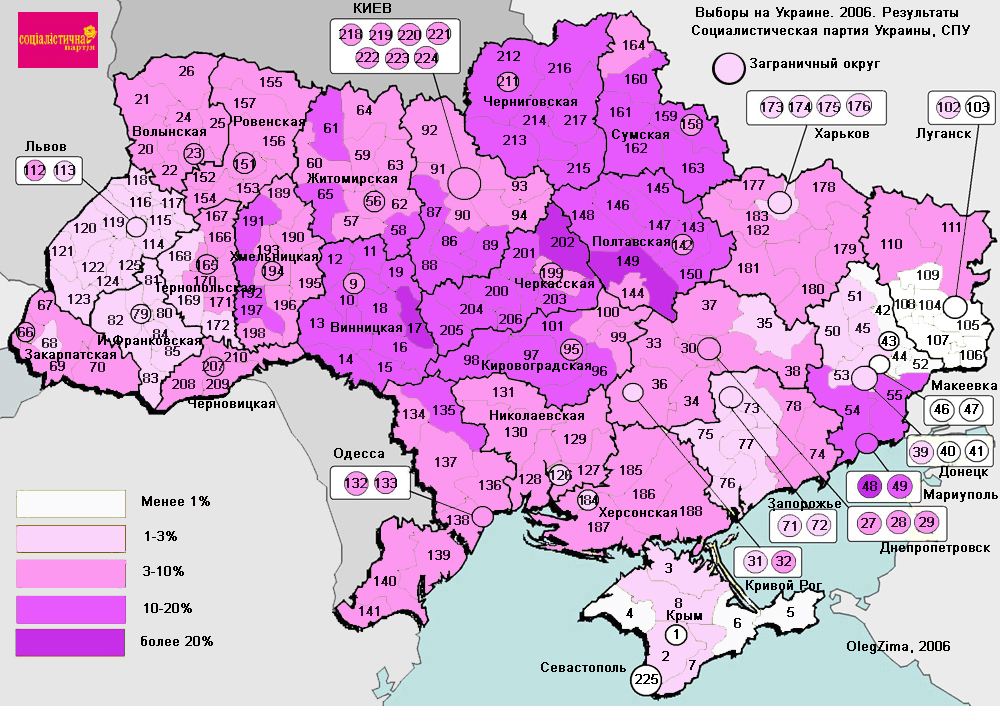
СПУ
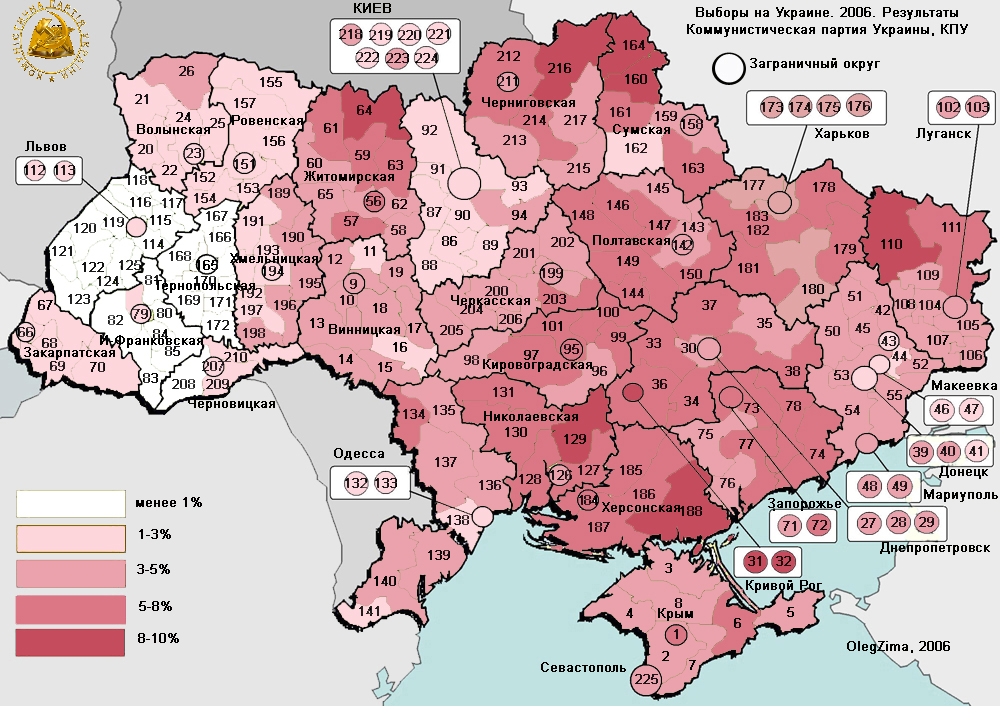
КПУ
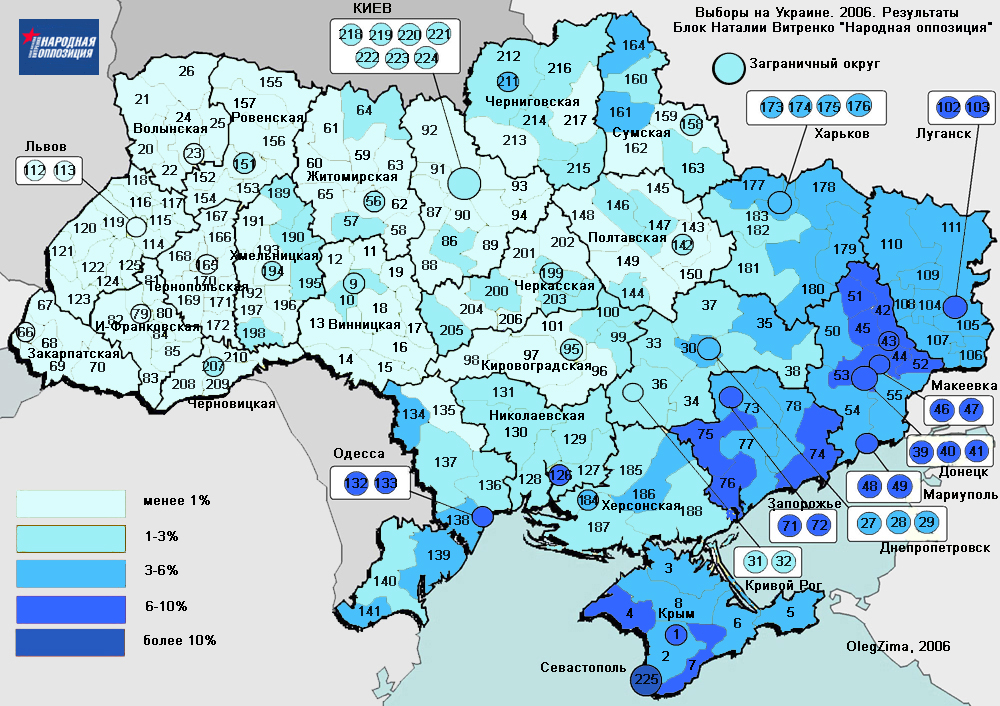
Блок Витренко

- Список депутатов Верховной рады 5-го созыва

Явка населения составила 25 352 380 чел. из 37 528 884 всех избирателей Украины, что составляет 67,55 %. Получили бюллетени 25 360 392 чел. Недействительными были признаны 490 595 бюллетеней (1,93 %).

### Результаты по партиям и блокам
Результаты выборов 26 марта 2006 в Верховную Раду Украины  (100 % протоколов обработано)
| Партии и блоки | Голосов    | %     | Мест | +/-  |
| Партия регионов (Партія регіонів) | 8 148 745  | 32,14 | 186  | +126 |
| Блок Юлии Тимошенко (БЮТ) (Блок Юлії Тимошенко) - Всеукраинское объединение «Батькивщина» - Украинская социал-демократическая партия (УСДП) | 5 652 876  | 22,29 | 129  | +107 |
| Блок «Наша Украина» (НУ) (Блок «Наша Україна») - Конгресс украинских националистов (КУН) - Народный рух Украины (НРУ) - Народный Союз «Наша Украина» (НСНУ) - Партия промышленников и предпринимателей Украины (ПППУ) - Партия Христианско-демократический союз (ХДС) - Украинская республиканская партия «Собор» | 3 539 140  | 13,95 | 81   | -31  |
| Социалистическая партия Украины (СПУ) (Соціалістична партія України) | 1 444 224  | 5,69  | 33   | +10  |
| Коммунистическая партия Украины (КПУ) (Комуністична партія України) | 929 591    | 3,66  | 21   | -44  |
| Блок Наталии Витренко «Народная оппозиция» (Блок Наталії Вітренко «Народна опозиція») - Прогрессивная социалистическая партия Украины (ПСПУ) - Партия «Русско-Украинский союз» | 743 704    | 2.93  | -0   | -0   |
| «Народный блок Литвина» (Народний блок Литвина) - Народная партия - Украинская селянская демократическая партия - Всеукраинское объединение левых «Справедливость» | 619 905    | 2,44  | —0   | —0   |
| «Украинский народный блок Костенко и Плюща» (Український народний блок Костенка і Плюща) - Украинская народная партия (УНП) - Партия вольных крестьян и предпринимателей Украины - Политическая партия «Украина соборная»                                                                                         | 476 155    | 1,87  | —    | —    |
| Партия «Вече» (Партія «Віче») | 441 912    | 1,74  | —    | —    |
| Гражданский блок «ПОРА-ПРП» (Громадянський блок «Пора-ПРП») - Гражданская партия «Пора» - Партия «Реформы и порядок» | 373 478    | 1,47  | —    | —    |
| Оппозиционный блок «Не так!» (Опозиційний блок «Не так!») - Социал-демократическая партия Украины (объединённая) - Республиканская партия Украины - Всеукраинское объединение «Женщины за будущее» - Всеукраинское объединение «Центр»                                                                            | 257 106    | 1,01  | —    | -24  |
| Партия «Возрождение» (Партія «Відродження») | 245 188    | 0,96  | —    | —    |
| Блок Юрия Кармазина (Блок Юрія Кармазіна) - Партия защитников Отечества - Национально-демократический объединение «Украина» - Партия мира и единства | 165 881    | 0,65  | —    | —    |
| Партия зелёных Украины (ПЗУ) (Партія зелених України) | 137 858    | 0,54  | —    | —    |
| «Блок народно-демократических партий» (Блок народно-демократичних партій) - Народно-демократическая партия (НДП) - Демократическая партия Украины (ДемПУ) - Христианско-демократическая партия Украины (ХДПУ) - Христианско-либеральная партия Украины (ХЛПУ)                                                     | 126 586    | 0,49  | —    | -4   |
| Партия экологического спасения «ЭКО+25%» (Партія екологічного порятунку «ЕКО+25%») | 120 238    | 0,47  | —    | —    |
| Украинская партия «Зелёная планета» (Українська партія «Зелена планета») | 96 734     | 0,38  | —    | —    |
| Всеукраинское объединение «Свобода» (Всеукраїнське Об'єднання «Свобода») | 91 321     | 0,36  | —    | —    |
| Селянская партия Украины (СелПУ) (Селянська партія України) | 79 160     | 0,31  | —    | —    |
| «Блок Лазаренко» (Блок Лазаренка) - Всеукраинское объединение «Громада» - Социал-демократическая партия Украины - Социал-демократический союз | 76 950     | 0,30  | —    | —    |
| Партия национально-экономического развития Украины (ПНЭРУ) (Партія національно-економічного розвитку України) | 60 195     | 0,23  | —    | -1   |
| Блок «За союз!» (Блок «За союз!») - Славянская партия - Партия «Социалистическая Украина» - Партия «Союз» - Партия «Отчизна» | 51 569     | 0,20  | —    | —    |
| Партия пенсионеров Украины (Партія Пенсіонерів України) | 51 097     | 0,20  | —    | —    |
| Блок «Держава-Трудовой союз» (Блок «Держава-Трудовий союз») - Всеукраинская партия трудящихся - Политическая партия «Держава» | 36 396     | 0,14  | —    | —    |
| Партия «Третья сила» (Партія «Третя сила») | 34 963     | 0,13  | —    | —    |
| «Народный рух Украины за единство» («Народний Рух України за єдність») | 34 723     | 0,13  | —    | —    |
| Партия политики Путина (Партія політики Путіна) | 30 917     | 0,12  | —    | —    |
| Всеукраинская партия Народного Доверия (Всеукраїнська партія Народної Довіри) | 29 899     | 0,11  | —    | —    |
| Украинская партия чести, борьбы с коррупцией и организованной преступностью (Українська партія честі, боротьби з корупцією та організованою злочинністю) | 28 818     | 0,11  | —    | —    |
| Партия патриотических сил Украины (Партія патріотичних сил України) | 26 553     | 0,10  | —    | —    |
| Украинская консервативная партия (Українська консервативна партія) | 25 123     | 0,09  | —    | —    |
| Партия «Трудовая Украина» (Партія «Трудова Україна») | 24 942     | 0,09  | —    | —    |
| Блок «Власть народу» (Блок «Влада народу») - Всеукраинская партия духовности и патриотизма - Всеукраинская чернобыльская народная партия «За благополучие и социальную защиту народа» - Партия защиты пенсионеров Украины                                                                                         | 24 243     | 0,09  | —    | —    |
| Социально-экологическая партия «Союз. Чернобыль. Украина» (Соціально-екологічна партія «Союз. Чорнобиль. Україна») | 23 987     | 0,09  | —    | —    |
| Социально-христианская партия (Соціально-християнська партія) | 22 953     | 0,09  | —    | —    |
| Блок Бориса Олейника и Михаила Сироты (Блок Бориса Олійника та Михайла Сироти) - Партия «Информационная Украина» - Партия «Партия Здоровья» - Трудовая партия Украины | 21 649     | 0,08  | —    | —    |
| Блок «Евгений Марчук — Единство» (Блок «Євген Марчук — Єдність») - Партия свободы - Партия «Солидарность женщин Украины» - Украинская партия «Единство» | 17 004     | 0,06  | —    | —    |
| «Украинская национальная ассамблея» («Українська національна асамблея») | 16 379     | 0,06  | —    | —    |
| Партия социальной защиты (Партія соціального захисту) | 14 649     | 0,05  | —    | —    |
| Блок беспартийных «Солнце» (Блок безпартійних «Сонце») - Всеукраинское политическое объединение «Единая Семья» - Партия «Женщины Украины» | 12 620     | 0,04  | —    | —    |
| Всеукраинская партия «Новая сила» (Всеукраїнська партія «Нова сила») | 12 522     | 0,04  | —    | —    |
| Либеральная партия Украины (Ліберальна партія України) | 12 098     | 0,04  | —    | —    |
| Партия «Европейская столица» (Партія «Європейська столиця») | 12 027     | 0,04  | —    | —    |
| Блок «Патриоты Украины» (Блок «Патріоти України») - Патриотическая партия Украины - Украинская национальная консервативная партия | 11 503     | 0,04  | —    | —    |
| Партия «Вперёд, Украина!» (Партія «Вперед, Україно!») | 6 934      | 0,02  | —    | —    |
| Против всех | 459 282    | 1,81  | —    | —    |
| Всего | 25 360 392 | 98,07 | 450  | —    |
| Source: Центральная избирательная комиссия (ЦИК) Архивная копия от 3 декабря 2010 на Wayback Machine |            |       |      |      |

Представители международной общественности разошлись в оценках парламентских выборов на Украине, в частности, ещё до их проведения руководитель наблюдательной миссии Европарламента за парламентскими выборами на Украине Марек Сивец отметил соответствие избирательной кампании на Украине демократическим стандартам, отметил, что списки избирателей составлены намного более точно, чем в 2004 году и, отвечая на вопрос о причинах расхождения в оценках президентских выборов со стороны наблюдателей от стран СНГ (в частности России) и со стороны представителей Евросоюза, отметил, что в состав Европейских наблюдателей входят представители четырёх парламентских институтов (Европарламента, Парламентской ассамблеи Совета Европы, Парламентской ассамблеи НАТО и Парламентской ассамблеи ОБСЕ), и это даёт основание говорить о том, что оценка европейской стороны парламентских выборов на Украине будет адекватной. Он также отметил, что Россия является членом Парламентской ассамблеи Совета Европы и Парламентской ассамблеи ОБСЕ и не имела препятствий для участия в данной миссии. Пресс-секретарь Белого дома Скотт Маклеллан также заявил, что США считают состоявшиеся на Украине выборы честными и свободными и что будут рады работать с новым правительством Украины после того, как оно будет сформировано. Верховный представитель ЕС по вопросам внешней политики и безопасности Хавьер Солана и Международная миссия Европейской сети организаций по наблюдению за выборами (объединяет 18 общественных организаций из 16 стран восточной и центральной Европы и центральной Азии) также заявили, что парламентские выборы марта 2006 на Украине соответствовали международным демократическим стандартам. Миссия наблюдателей от Межпарламентской ассамблеи СНГ также считает, что выборы прошли демократично. Однако среди российских наблюдателей отношение к выбором было не столь однозначным. Вице-спикер Госудмы Сергей Бабурин отметил, что многие граждане Украины не смогли принять участие в выборах, так как незадолго до голосования были изменены избирательные округа, а также начался перевод русских фамилий на украинский язык. Он назвал это «нарушением демократическим процедур, хотя и не противоречащим действующему законодательству Украины». И действительно, ещё перед выборами глава Комитета Избирателей Украины Игорь Попов заявил, что основной проблемой парламентских выборов на Украине является наличие большого количества ошибок в избирательных списках, в связи с которыми не сможет проголосовать приблизительно миллион избирателей. В последнем предвыборном отчёте КИУ за 12-22 марта 2006 года говорится, что количество данных избирателей с ошибками на избирательных участках колеблется от 5 % до 15 % от общего количества, а на отдельных участках этот показатель достигает 50 %.

"26 марта на Украине впервые за последние 10 лет на пространстве СНГ прошли реальные парламентские выборы", — заявил Григорий Явлинский, 27 марта 2006 года.

### Предыдущие выборы
- Парламентские выборы на Украине (2002)
- Парламентские выборы на Украине (1998)

### Следующие выборы
- Очередные парламентские выборы должны были состояться на Украине в марте 2012.
- Внеочередные выборы Указом (укр.) Президента Украины назначены на 30 сентября 2007 года.